# سوریتا کوماری ساه
سوریتا کوماری ساه (نپالی: सुरिता कुमारी साह) یک سیاستمدار نپالی می‌باشد. سوریتا جزو مجلس استانی استان مادش از حزب لوکتانتریک سامجوادی نپال می‌باشد. ساح، مقیم شهرداری روستایی ماهوتاری، از راه انتخابات استانی نپال در سال ۲۰۱۷ از ناحیه ماهوتاری ۲ (بی) انتخاب شد.